# Elisabeth Lukretia (Teschen)

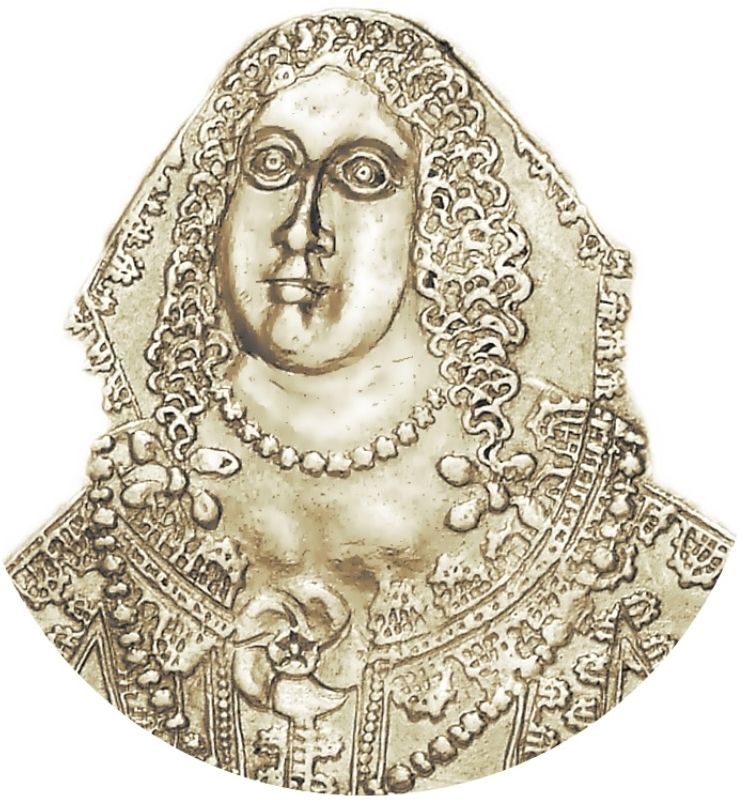
Elisabeth Lukretia

Elisabeth Lukretia (tschechisch Alžběta Lukrécie Těšínská, polnisch Elżbieta Lukrecja Cieszyńska; * 1. Juni 1599; † 19. Mai 1653) war ab 1625 Herzogin von Teschen. Mit ihrem Tod 1653 erlosch der Teschener Zweig der Schlesischen Piasten. Das Herzogtum Teschen fiel deshalb als erledigtes Lehen an die böhmische Krone.

## Biografie
Elisabeth Lukretia war die jüngere Tochter des Herzogs Adam Wenzel von Teschen (1574–1617) und dessen Gemahlin Elisabeth von Kurland († 1601). An Weihnachten 1609 konvertierte sie gemeinsam mit ihrem Vater zum Katholizismus. Da ihr erbberechtigter Bruder Friedrich Wilhelm beim Tod des Vaters noch nicht die Volljährigkeit erlangt hatte, übernahm Elisabeth Lukretia faktisch die Regentschaft über das Herzogtum Teschen. Die Vormundschaft über den noch unmündigen Erbherzog Friedrich Wilhelm übertrug der Kaiser an ein adeliges Gremium, das aus dem Breslauer Bischof Erzherzog Karl von Österreich, dem Herzog von Troppau, Karl I. von Liechtenstein, und dem Landeshauptmann von Oppeln-Ratibor, Hans Christoph I. Proskowski von Proskau bestand. Sie führten gegenreformatorische Maßnahmen durch und verheirateten Elisabeth Lukretia am 23. April 1618 in Eisgrub mit Gundaker von Liechtenstein (1580–1658), jüngster Sohn des kaiserlichen Rats Hartmann II. von Liechtenstein (1544–1585) und dessen Gemahlin Anna Maria, geborene Gräfin zu Ortenburg (1547–1601). Aus der Ehe gingen drei Kinder hervor.
Nach dem Tod ihres Bruders Friedrich Wilhelm 1625, mit dem die Teschener Linie der Schlesischen Piasten im Mannesstamm erlosch, führte Elisabeth Lukretia einen langen Rechtsstreit um ihre Besitzrechte am Herzogtum Teschen, das als erledigtes Lehen an die Krone Böhmen zurückfallen sollte. Elisabeth Lukretia berief sich an das von ihrem Bruder kurz vor dessen Tod errichtete Testament, wonach sie das Herzogtum einschließlich der Herrschaften Skotschau, Schwarzwasser und Jablunkau erben sollte. Zudem berief sie sich auf ein Privileg des böhmischen Landesherrn Vladislav II., dem zufolge im Herzogtum Teschen ab 1498 bis ins vierte Glied auch die weibliche Erbfolge gelten sollte. Erst 1638 erlangte sie die Zustimmung des Kaisers Ferdinand III., wonach sie das Herzogtum auf Lebenszeit zur persönlichen Nutznießung behalten und den Herzogstitel führen durfte. Bereits 1629 hatte sie ein Religionsstatut erlassen, in dem festgeschrieben wurde, Rat und Bürgerschaft von Teschen hätten freiwillig den katholischen Glauben angenommen, und dass künftig keine Andersgläubigen als Bewohner oder Mitglieder der Zünfte zugelassen seien. Zu einer Umsetzung dieser Vorschrift kam es allerdings während ihrer Regierungszeit nicht. Ihr Herzogtum wurde durch den Dreißigjährigen Krieg in Mitleidenschaft gezogen und von verschiedenen Truppen geplündert, die hohe Kontributionen forderten. 1626 musste sie ihr Teschener Schloss dem protestantischen Heerführer Peter Ernst II. von Mansfeld übergeben, der sich auf dem Durchzug nach Ungarn befand.
Nach Elisabeth Lukretias Tod 1653 wurden die Ansprüche ihres Ehemanns sowie ihrer Kinder auf die Nachfolge im Herzogtum Teschen abgelehnt. Das Herzogtum, das seit 1291 ein Lehen der böhmischen Krone war, fiel als erledigtes Lehen an das Königreich Böhmen, das seit 1526 von den Habsburgern regiert wurde.

## Nachkommen
- Maria Anna (1621–1655) ⚭ 1652 Graf Wilhelm Heinrich Schlik zu Passaun und Weißkirchen
- Ferdinand (1622–1666) ⚭ Gräfin Dorothea Anna zu Lodron (1619–1666)
- Albert (1625–1627)